# 农汉湖
农汉湖:23是泰国东北部的一座湖泊，位于色军府。面积约125平方千米。该湖泊也是依善地区面积最大的湖泊。